# Ягодное (Асиновский район)
Я́годное — село в Асиновском районе Томской области. Является административным центром Ягодного сельского поселения.

## География
Ягодное расположено на самом юге Асиновского района, недалеко от границы с Томским и Зырянским районами.

## История
Основано в 1909 г. В 1926 году деревня Ягодная состояла из 91 хозяйства, основное население — русские. В административном отношении являлась центром Ягодного сельсовета Ново-Кусковского района Томского округа Сибирского края.

## Население
| 1926 | 1939 | 1959 | 1970 | 1979 | 1989 | 2002 |
| ---- | ---- | ---- | ---- | ---- | ---- | ---- |
| 489  | ↗639 | ↘320 | ↗446 | ↗546 | ↗728 | ↗759 |
| 2010 | 2012 | 2013 | 2014 | 2015 | 2019 | 2021 |
| ↘753 | ↘730 | ↗736 | ↘714 | ↗717 | ↗725 | ↗833 |

## Социальная сфера и экономика
По состоянию на 1 января 2011 г., в Ягодном числилось 244 двора, 295 голов скота (коровы, свиньи, овцы, козы, лошади).
В селе работают средняя общеобразовательная школа, библиотека, учреждение общей врачебной практики, Дом культуры, ООО «Аграрная Группа Молоко» (отделение в Ягодном), МУП «Ягодное ЖКХ», ветеринарный участок, магазины и др. организации, несколько индивидуальных предпринимателей, молочная ферма.